# Комбре (Аверон)
Комбре́ (фр. и окс. Combret) — коммуна во Франции, находится в регионе Окситания. Департамент — Аверон. Входит в состав кантона Сен-Сернен-сюр-Ранс. Округ коммуны — Мийо.
Код INSEE коммуны — 12069.
Коммуна расположена приблизительно в 560 км к югу от Парижа, в 105 км восточнее Тулузы, в 60 км к югу от Родеза.

## Население
Население коммуны на 2008 год составляло 297 человек.
| 1962 | 1968 | 1975 | 1982 | 1990 | 1999 | 2008 |
| ---- | ---- | ---- | ---- | ---- | ---- | ---- |
| 392  | 462  | 370  | 327  | 271  | 296  | 297  |

## Экономика
В 2007 году среди 163 человек в трудоспособном возрасте (15—64 лет) 117 были экономически активными, 46 — неактивными (показатель активности — 71,8 %, в 1999 году было 67,6 %). Из 117 активных работали 111 человек (63 мужчины и 48 женщин), безработных было 6 (2 мужчин и 4 женщины). Среди 46 неактивных 19 человек были учениками или студентами, 20 — пенсионерами, 7 были неактивными по другим причинам.

## Достопримечательности
- Церковь XIV—XV веков. Памятник истории с 1939 года[3]
- Средневековый крытый рынок. Памятник истории с 2004 года[4]

## Фотогалерея
- Мэрия
- Карта коммуны